# Raúl Roa
Raúl Roa García  (La Habana, Cuba; 18 de abril de 1907 - Ibídem, 6 de julio de 1982) fue un intelectual, político y diplomático cubano.

## Biografía

### Infancia y juventud
Descendiente de una familia acomodada, pasó un buen tiempo de su infancia junto a su abuelo, Ramón Roa, Teniente coronel mambí que luchó por la independencia de Cuba en la Guerra de los Diez Años (1868-1878), bajo el mando de estrategas militares como Antonio Maceo, Ignacio Agramonte y Máximo Gómez, quien le inculcó principios y convicciones independentistas.
Fue un gran estudioso de la obra martiana. Es por ello que a los 18 años escribe su primer artículo titulado Ensayo sobre José Martí, donde puede observarse la madurez política que iba obteniendo durante su crecimiento intelectual.
En 1926, va a prisión, pues por estos tiempos era un estudiante de Derecho conocedor de la situación política y participa activamente en una protesta contra la intervención norteamericana en Nicaragua.

### Actividad política
En 1927 conoce a Rubén Martínez Villena, quien logra sensibilizarlo aún más con los problemas sociales. Además, participa con otros jóvenes antiimperialistas y revolucionarios en la Universidad Popular José Martí y la Liga Antiimperialista. En este mismo año su prestigio en los medios de información como en la Revista Avance y la manzanillera Orto crece vertiginosamente.
En la década de los 30's realiza crónicas referentes a lo acontecido en la lucha estudiantil y obrera. Al surgir el nuevo Directorio Estudiantil Revolucionario, una organización con objetivos más definidos, hace numerosos escritos que demuestran su posición marxista-leninista y como integrante del mismo invoca a sus compañeros por el camino de la lucha por la libertad. 
Roa, en 1931 pasa a ingresar el Ala Izquierda Estudiantil. En esta organización, mucho más radical, se posiciona más claramente sobre la necesidad de la lucha por la soberanía de Cuba y en contra del imperialismo. En este mismo año sufre presidio político. Sus escritos plasman sus firmes ideas en una insurrección armada. 
Sale del Presidio en 1933, donde escribe Manifiesto al pueblo de Cuba, donde avizora las consecuencias de la mediación.
Participa destacadamente en la huelga general de 1933 que tumba del poder a Gerardo Machado. En marzo de 1935 se lanza a las calles en la huelga y es apresado y exiliado en los Estados Unidos. Allí, reunido con otros jóvenes como Pablo de la Torriente Brau, funda la Organización Revolucionaria Cubana Antiimperialista (ORCA). Casado con la Dra. Ada Kourí Barreto. Tuvo con ella un hijo, Raúl Roa Kourí.
Su lucha con la escritura y la reflexión continuó junto a todo el proceso revolucionario cubano donde, conociendo el objetivo de Fidel Castro, se convierte en un escritor para la Revolución. En este sentido, se dedicó a narrar momentos importantes de esta nueva etapa revolucionaria, como la Invasión de bahía de Cochinos, la Crisis de los misiles de Cuba, las reuniones de la OEA y de la ONU. Entre el 17 de julio de 1959 y el 2 de diciembre de 1976 fue ministro de Relaciones Exteriores de Cuba.
También fue vicepresidente de la Asamblea Nacional del Poder Popular desde 1977 hasta su muerte en 1982.
| Predecesor: Roberto Agramonte | Ministro de Relaciones Exteriores de Cuba 17 de julio de 1959 - 2 de diciembre de 1976 | Sucesor: Isidoro Malmierca Peoli |